# Puer aeternus

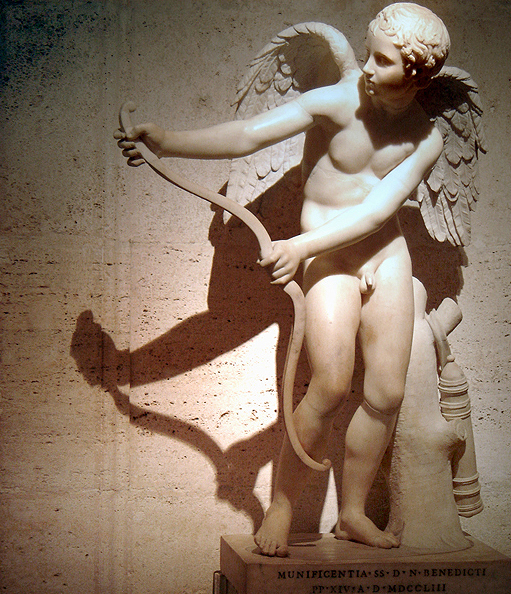
Cupido, una delle versioni mitologiche di puer aeternus.

Puer aeternus è un termine della lingua latina che significa "eterno bambino", usato nella mitologia per indicare appunto un dio-bambino che rimane eternamente giovane; in ambito psicologico si tratta di un uomo adulto la cui vita emotiva è rimasta ferma a un livello adolescenziale.
Il tipico puer conduce di norma una vita priva totalmente d'impegni definitivi, cercando quanto più possibile d'evitare l'assunzione di responsabilità tipiche della persona adulta; questo a causa della paura di rimanere imprigionato in situazioni da cui poi difficilmente riuscirebbe a svincolarsi. Egli brama indipendenza e libertà, si irrita davanti a qualsiasi limite e confine impostogli, tendendo a trovare intollerabile qualsiasi limitazione.
Gli psicologi analisti sostengono che l'archetipo puerile può portare a problemi psicologici che si manifestano in immaturità, narcisismo e incapacità di sviluppare una prospettiva adulta adeguata alla vita. È associato anche al mito dell'eterna giovinezza, che si sposa con l'istinto e la passione caotica e capricciosa e si possono trovare esempi di "infanzia perpetua" nell'anoressia nervosa.

## Mitologia

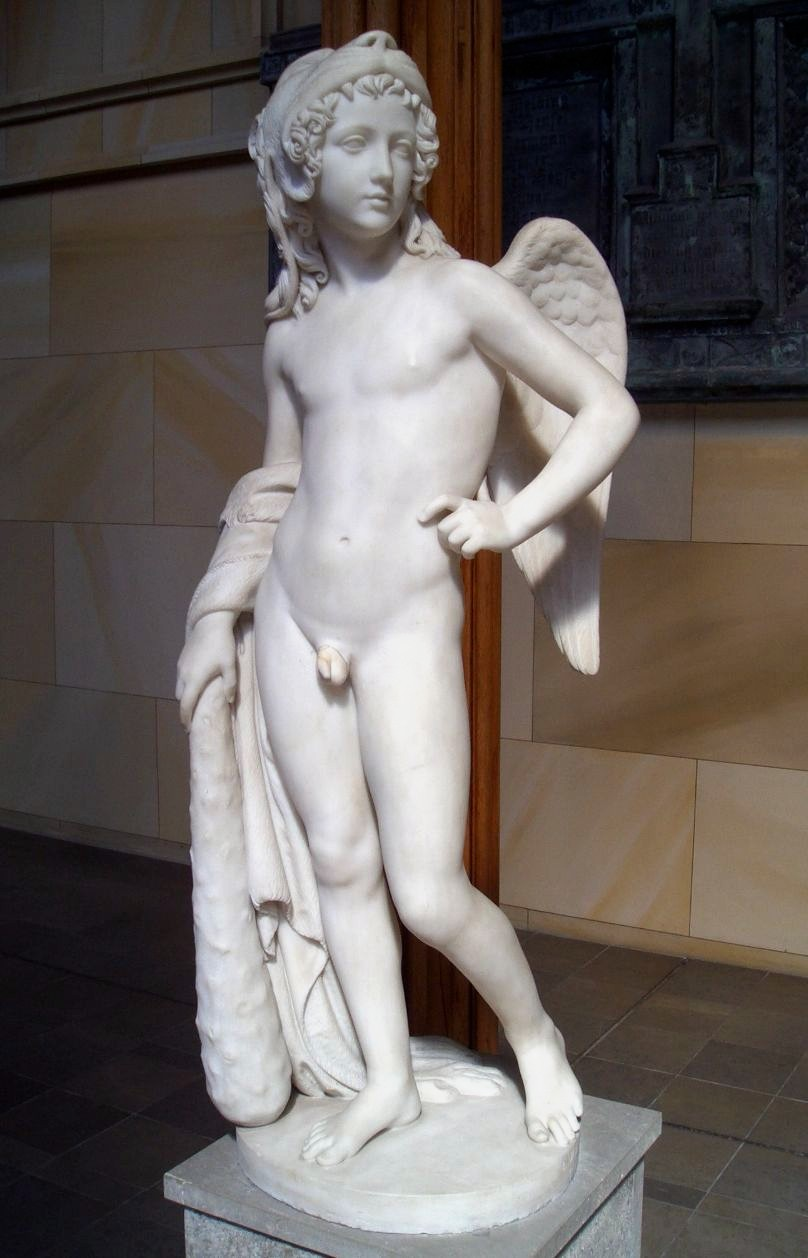
Eros (1836), di Emil Wolff. Principio divino che spinge verso la bellezza e puer aeternus che simboleggia l'amore.

Il termine puer aeternus proviene da Le metamorfosi, un'opera epica del poeta romano Publio Ovidio Nasone (43 a.C.-17 d.C.) che tratta dei miti greco-latini. Tra le altre viene anche affrontata la storia riguardante Iacco, il fanciullo divino o dio-bambino, lodato nella sua qualità di puer aeternus per il ruolo che svolge nella celebrazione dei misteri eleusini.
Iacco è più tardi identificato, oltre che con Dioniso, anche con Eros, divinità eternamente giovane espressione della passione amorosa. Ma il puer è anche un dio della vegetazione e della resurrezione, il dio della giovinezza divina, associabile quindi anche a Tammuz, Attis e Adone.
La figura di un giovane dio che viene immolato per poi risorgere trionfante appare anche nella mitologia egiziana con la storia di Osiride.

## Psicologia junghiana
Per Carl Gustav Jung il puer è un archetipo, ovvero uno degli elementi primordiali strutturali della psiche umana, parallelo a quello del bambino interiore.
L'"ombra" del puer è il senex, l'uomo vecchio, associato quindi al dio Crono, rappresentante del tempo che scorre immutabile; l'essere disciplinato, controllato, responsabile, razionale e ordinato. Specularmente l'ombra del senex è il puer, che messo in relazione con Ermes e Dioniso, rappresenta l'istinto incontrollabile, il disordine, l'esser dominati dalla passione e l'eccentricità e stravaganza.
Come accade per tutti gli archetipi, anche il puer è bi-polare, esibendo pertanto sia un aspetto eminentemente positivo che un altro del tutto negativo: il lato positivo del puer è quello che appare come bambino divino, simboleggiante novità, potenziale di crescita, speranza per il futuro, prefigurando anche l'eroe che a volte gli accade di diventare.
 Il lato negativo è quello dell'uomo-bambino che si rifiuta di crescere, di affrontare le sfide che la vita gli richiede e che invece di risolvere i problemi rimane in attesa. "Vi è sempre la fantasia che in futuro la cosa immaginata si realizzerà (da sola)... L'unica cosa temuta davvero da un tale tipo di uomo è di essere vincolato a qualche cosa (di rimanerne invischiato)".
Quando il soggetto è una donna il termine latino è puella aeterna, immaginata nella mitologia come Kore (fanciulla in lingua greca, corrispondente a Persefone giovinetta). Si potrebbe parlare inoltre anche di un puer animus quando descrive il lato maschile della psiche femminile, o di una puella anima quando di parla di componente femminile interiore di un uomo.

### Scritti
Jung ha scritto un articolo sul puer, "La psicologia dell'archetipo del bambino", contenuto nella IV parte del suo "Archetipi e inconscio collettivo" (Opere, volume 9). L'aspetto di eroe-bambino ed il suo rapporto con la Grande Madre vengono trattati nei cap. 4 e 5 della seconda parte dei "Simboli della trasformazione" (Opere, volume 5).
Nel suo saggio intitolato "Risposta a Giobbe", contenuto in "Psicologia e religione", Jung si riferisce al puer aeternus come una delle figure che meglio rappresentano il futuro sviluppo psicologico degli esseri umani:
"Il problema del Puer Aeternus" è un libro basato su una serie di conferenze che l'analista junghiana Marie-Louise von Franz ha dato al "CG Jung institute" di Zurigo durante il semestre invernale 1959-60. Nelle prime otto delle dodici lezioni von Franz illustra il tema del puer esaminando la storia de Il piccolo principe dell'autore francese Antoine de Saint-Exupéry.
 Le restanti quattro lezioni sono dedicate allo studio del romanzo tedesco "Das Reich ohne Raum" (Il regno senza spazio) di Bruno Goetz e pubblicato per la prima volta nel 1919. A proposito di questo libro von Franz dice:

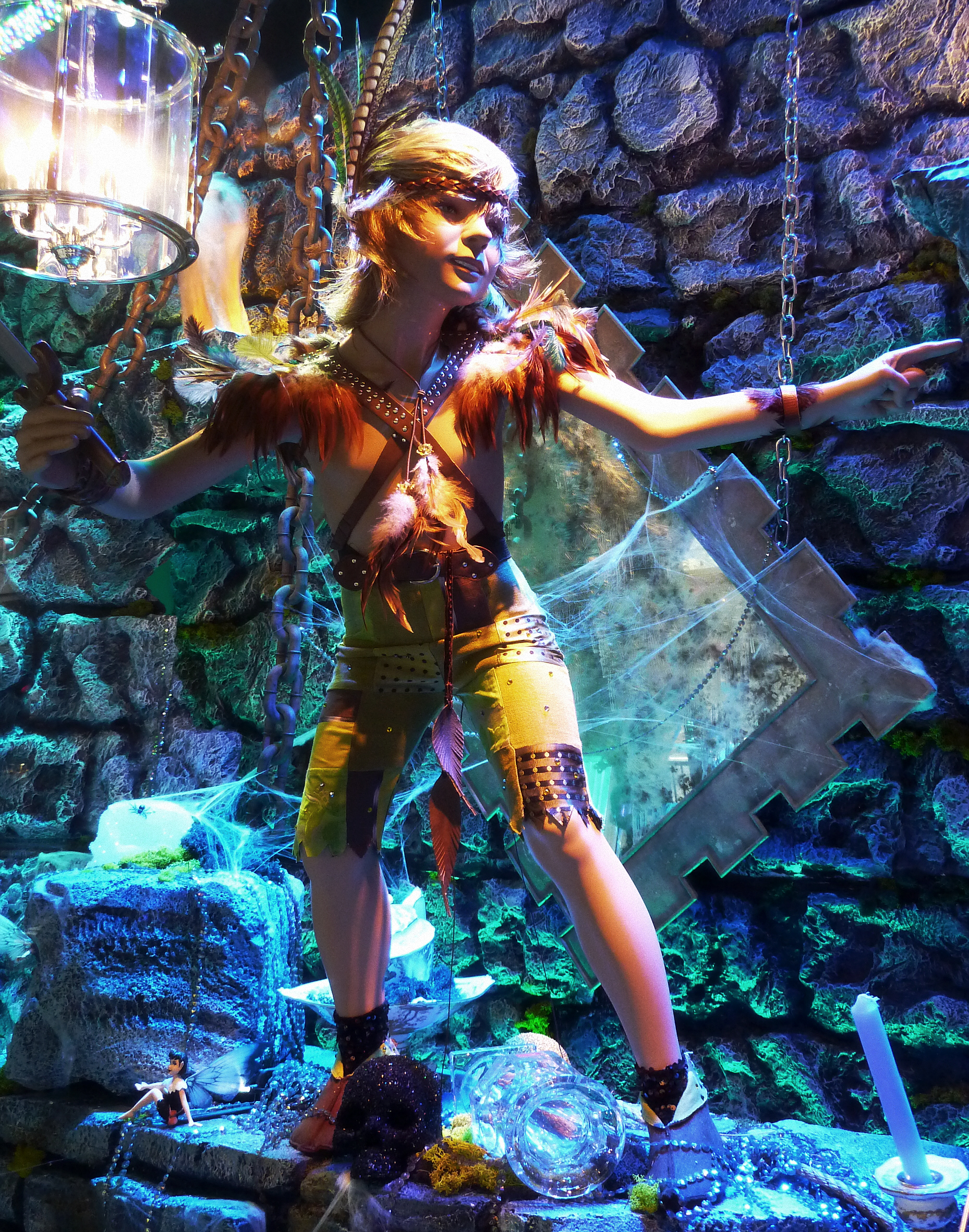
Peter Pan, mito moderno del puer aeternus.

"Now or Neverland" è un testo del 1998 scritto dall'analista junghiana Ann Yeoman; esso affronta il puer aeternus in forma di Peter Pan, uno degli esempi più noti del concetto in epoca moderna. Il libro è una versione psicologica dell'archetipo dell'eterno ragazzo, dalle sue radici più antiche all'esperienza contemporanea, tra cui un'interpretazione dettagliata sia dell'opera teatrale che del successivo romanzo Peter e Wendy di James Barrie:

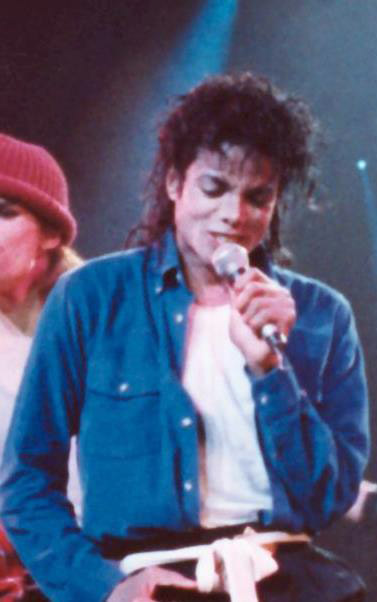
Michael Jackson nel 1988, esempio contemporaneo di puer aeternus.

## Sindrome di Peter Pan
La sindrome di Peter Pan è una concezione della psicologia popolare, che vuole indicare un adulto (solitamente di sesso maschile) socialmente immaturo. La categoria è di tipo informale, anche se viene indicata da alcuni professionisti; non è elencata nel manuale diagnostico e statistico dei disturbi mentali e non è riconosciuto dalla American Psychiatric Association come specifico disturbo mentale.
Il dottor Dan Kiley ha reso popolare la "sindrome di Peter Pan" nel suo libro del 1983 intitolato The Peter Pan Syndrome: Men Who Have Never Grown Up; nel successivo The Wendy Dilemma del 1984 dà consigli alle donne romanticamente coinvolte con questi Peter Pan su come migliorare le loro relazioni.

## Esempi moderni di Peter Pan-puer aeternus
Uno degli esempi più importanti di celebrità con sindrome di Peter Pan è quello dato da Michael Jackson; lui stesso ebbe ad affermare "Io sono Peter Pan nel mio cuore". Jackson aveva una proprietà di 2.700 acri a Los Olivos in California, dove visse tra il 1988 e il 2005, chiamata Neverland Ranch, nome ispirato dalla Neverland-l'isola che non c'è abitata da Peter, il ragazzino che si rifiuta di crescere: solo i bambini possono accedervi, grazie alla loro immaginazione, seguendo la "seconda stella a destra e poi dritto fino al mattino".
Questa identificazione era il modo, per Jackson, di rivendicare la sua infanzia, quella che in realtà non aveva mai avuto, mai realmente vissuto. All'interno della proprietà fece inoltre costruire numerose statue di bambini, un grande orologio floreale, una fattoria didattica (zoo per bambini), un cinema e un parco di divertimenti privato; quest'ultimo contenente stand di zucchero filato, due miniferrovie, una ruota panoramica, una giostra-carosello, uno zipper e un octopus (attrazioni da luna park), e ancora giostre di navi pirata, seggiolini volanti, super scivoli, montagne russe, go-kart, autoscontro, un Tipi e una sala giochi.

Come è stato riferito, migliaia di scolari l'hanno visitato nel corso degli anni, dai bambini locali a ragazzi stranieri gravemente ammalati che il cantante invitava di persona per far loro trascorrere un po' di tempo in serenità; i visitatori l'hanno spesso ricordato come un luogo di sogno, che odora di panini alla cannella, vaniglia e caramelle, risonante di bambini che ridono felici.

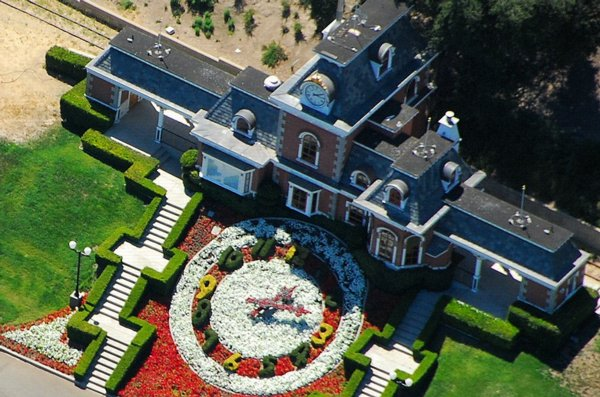
Stazione ferroviaria a Neverland Ranch, la casa di Michael Jackson trasformata nell'isola che non c'è.